# A Cinderella Story: Christmas Wish
A Cinderella Story: Christmas Wish är en amerikansk ungdomskomedi/musikalfilm från 2019 skriven och regisserad av Michelle Johnston, med Laura Marano och Gregg Sulkin i huvudrollerna. Detta är den femte gjorda filmen i A Cinderella Story-serien, som släpptes för digital premiär i USA den 15 oktober 2019, samt på DVD den 29 oktober samma år. Den fick sedan en helt och hållet fristående uppföljare, A Cinderella Story: Starstruck, som släpptes i juni 2021.

## Handling
Låtskrivaren och sångaren Kat Decker har stora drömmar, men även stora problem. Hennes styvmamma och styvsystrar behandlar henne som en tjänare, och hon tvingas ta ett förnedrande jobb som sjungande tomtenisse på miljardären Terrence Wintergardens "Santa Land". Men det nya jobbet har en stor fördel: den stilige Nick jobbar där. När Kat blir inbjuden till den prestigefulla Wintergarden Christmas Gala är hennes styvfamilj fast besluten att hindra henne från att gå.

## Rollista
| Laura Marano         | – Kat Decker                  |
| Gregg Sulkin         | – Dominic "Nick" Wintergarden |
| Isabella Gomez       | – Isla                        |
| Barclay Hope         | – Terrence Wintergarden       |
| Maddie Phillips      | – Skyler                      |
| Johannah Newmarch    | – Deidre Decker               |
| Lillian Doucet-Roche | – Joy Decker                  |
| Chanelle Peloso      | – Grace Decker                |
| Garfield Wilson      | – Mr. Mujiza                  |

## Produktion
Huvudfotograferingen av filmen ägde rum i Vancouver under mars månad år 2019.